# Cindy Sampson
Cindy Marie Sampson (27 de maio de 1978) é uma atriz de televisão e cinema canadense.

## Biografia
Em fevereiro de 2012 ela viajou para ilha Bouvet no Sul do Oceano Atlântico, a mais remota ilha na Terra, e subiu para a cúpula da ilha, durante as filmagens de um "documentário de ficção" Expedition for the Future.

## Carreira
Seu maior papel em um filme foi como Zoe Ravena em Live Once Die Twice. Para o filme The Shrine, Sampson precisou assistir a uma lista específica de filmes de terror para se  preparar para o papel. Ela apareceu no filme de suspense e crime The Factory.
Outras aparições Sampson incluem Reaper, Supernatural, The Last Kiss, o Being Human,  Footsteps, Proof of Lies, Pretty Dead Flowers, and Swamp Devil. Ela também interpretou Sandra MacLaren em Rumours.
Sampson apareceu na 3 ª Temporada de Supernatural como a personagem Lisa Braeden, em seguida, novamente no episódio "The Kids Are Alright", em 2007. Ela reprisou o papel para o episódio "Dream a Little Dream of Me", depois do showrunner Eric Kripke não conseguiu obter os direitos de usar o personagem Jason Voorhees. Quando o show inesperadamente foi renovado para uma sexta temporada, A personagem de Sampson que tinha aparecido na 5ª temporada, como preparação para os eventos da sexta temporada. Ela apareceu nos episódios "99 Problems" e "Swan Song" da 5ª temporada. Sampson, até o momento, apareceu em 11 episódios da série. Ela apareceu nos episódios Exile on Main St., Two And A Half Men, Live Free Or Twi Hard, Manequim 3: The Reckoning ao lado de Jensen Ackles, Jared Padalecki, e Nicholas Elia. Sua última aparição foi no episódio "Let it Bleed" (6ª temporada, episódio 21).
Em 2015, ela apareceu em 3 episódios de Rookie Blue, um drama policial canadense estrelada por Missy Peregrym e Gregory Smith, seguido por 8 episódios como Sophie Hale na 3ª temporada, Rogue, com Thandie Newton e Cole Hauser.
Em 2016, a Global Television Network lançou a série de TV Private Eyes em que Sampson interperta Angie Everett, uma investigadora experiente particular que assume um ex-jogador de hóquei, Matt Sombra (interpretado por Jason Sacerdotal) como um sócio júnior.

## Filmografia parcial
- Street Cents (1989) (TV)
- Riches (Curta) (2001) Papel: Molly McBride
- Lexx (2 episódios, 1999-2001) (TV)
- Sketch Troop (2002) (TV)
- Mama Africa (2002)
- A Guy and a Girl (2002) TV
- Lift-Off (2002)
- Sex and the Single Mom (2003) (TV)
- Footsteps (2003) (TV)
- The Straitjacket Lottery (2004)
- The Riverman (2004) (TV)
- Stone Cold (2005) (TV)
- Live Once, Die Twice (2006) (TV)
- Pretty Dead Flowers (2006)
- Proof of Lies (2006) (TV)
- The Last Kiss (2006)
- October 1970 (2006) TV mini-série
- Mein Traum von Afrika (2007) (TV)
- Blind Trust (2007) (TV)
- Rumours (8 episódios, 2006-2007) (TV)
- Supernatural (11 episódios, 2007-2011) (TV)
- Swamp Devil (2008)
- Reaper (1 episódio, de 2008) (TV)
- The Christmas Choir (2008) (TV)
- My Claudia (2009)
- Durham County (3 episódios, 2009) (TV)
- High Plains Invaders (2009) (TV)
- The Shrine (2010)
- Charlie Zone (2011) papel: Kelly
- Camion (2012)
- The Factory (2013) papel: Cristal

### Televisão
| Ano     | Série        | Episódio                  | Personagem    |
| ------- | ------------ | ------------------------- | ------------- |
| 2007-11 | Supernatural | 11 episódios              | Lisa Braeden  |
| 2015    | Rookie Blue  | 3 Episódios               | Jamie Toth    |
| 2015-16 | Rogue        | Temporada 3 - 8 Episódios | Sophie Hale   |
| 2016    | Private Eyes | Todos - co-estrela        | Angie Everett |